# Мило Томашевић
Мило Томашевић (Никшић, 18. мај 1957) српски је информатичар, доктор техничких наука, редовни професор и некадашњи декан Електротехничког факултета Универзитета у Београду.
На Електротехничком факултету предаје неколико предмета са Катедре за Рачунарску технику и информатику који се превасходно тичу програмирања, алгоритама, структура података и мултипроцесорских система. На IEEE конференцији, одржаној 1992, награђен је у секцији за архитектуру рачунара.

## Биографија
Рођен је 18. маја 1957. у Никшићу, где је завршио основну школу и гимназију. Дипломирао је на Електротехничком факултету Универзитета у Београду 1980, магистрирао 1984. и докторирао 1992. Петнаест година радио је на Институту „Михајло Пупин”, док је паралелно радио и на Електротехничком факултету.
2008. објавио је књигу под насловом Алгоритми и структуре података, која покрива целокупно градиво истоимених предмета на ЕТФ-у, али се, такође, користи и као једини уџбеник на више сличних предмета са сродних факултета. Претходно, проф. Томашевић је у сарадњи са колегиницом проф. др Јелицом Протић, са којом заједно држи предавања из неколико предмета на ЕТФ-у, објавио књигу под насловом Дистрибуирана дељена меморија: Концепти и системи, 
која је коришћена на постдипломским студијама не само на српским, већ и на неким универзитетима у иностранству.
2015. изабран је у звање редовног професора.  У периоду 2012—2017. налазио се на позицији шефа Катедре за Рачунарску технику и информатику, на којој га је наследила проф. др Јелица Протић. Након што је у новембру 2017. Зоран Јовановић поднео оставку, због сукоба са већином руководства и професора око одвајања РТИ катедре од остатка факултета, проф. Томашевић га је наследио на месту декана, на којем положају се и данас налази.
Ожењен је и има двоје деце.

## Научни рад
Проф. Томашевић је сам или као коаутор, објавио 3 књиге и преко 60 радова и пројеката у бројним часописима из области рачунарске технике и информатике. Комплетан списак доступан је овде.